# Hammer Film Productions
Hammer Film Productions est une société de production britannique fondée par William Hinds et James Carreras en 1934. Ses productions de films fantastiques, d'horreur et d'aventures durant les années 1950 et 60 sont restées célèbres, comme la saga Dracula.

## Histoire

### Naissance et premiers films (1935-1937)
Hammer production a été fondé en novembre 1934 par William Hinds, propriétaire d'une chaîne de bijouteries et acteur amateur. Le nom de la société vient de l'un des pseudonymes qu'utilisait Hinds lorsqu'il jouait dans des vaudevilles au théâtre sous le nom de Will Hammer. Le 10 mai 1935, il fonde avec Enrique Carreras, directeur de salles de cinéma, une société de distribution de films, Exclusive qui distribue les films de la Hammer. Celle-ci doit déposer le bilan en  1937, mais ils parviennent à sauver Exclusive. En 1938, la société est reprise par Michael Carreras rapidement rejoint par Anthony Hinds, tous deux fils des deux créateurs de la compagnie.
Avant-guerre, la Hammer ne produit que quatre films, trois comédies (dont deux réalisées par James Elder Wills qui fut l'un des décorateurs et directeurs artistiques des films des années 1950) qui ont laissé peu de traces et, en 1936, The Mystery of the Marie Celeste avec Bela Lugosi, histoire d'un navire dont les passagers disparaissent mystérieusement.

### La résurrection (1946-1955)
Les activités d'Exclusive sont mises en veille durant la Seconde Guerre mondiale. Démobilisés,  James Carreras et Anthony Hinds ressuscitent la Hammer pour alimenter en films Exclusive. La production reprend avec des thrillers destinés au public britannique en complément de programme des films distribués par Exclusive. Un tournant décisif est pris au début des années 1950 avec la signature d'un accord de distribution entre la Hammer et Robert L. Lippert, producteur américain de films de série B distribués par la Fox. Hammer distribue au Royaume-Uni les films de Lippert, tandis que celui-ci distribue aux États-Unis les films de la Hammer. Pour toucher le marché américain, la Hammer va alors recruter des acteurs américains reconnus mais dont la carrière est sur le déclin. La Hammer et Robert Lippert vont également co-produire 12 films ensemble. Le premier de ceux-ci est The Last Page réalisé en 1951 par Terence Fisher qui signe là son premier film pour la compagnie et le dernier est réalisé en 1955, Women Without Men (AKA Prison Story). Cet accord de coproduction permet à la Hammer d'augmenter ses budgets et la qualité de production des films. Elle peut embaucher des scénaristes de qualité, recruter des acteurs confirmés et convaincants, et investir dans les décors. Elle fait ainsi l'acquisition en 1951 d'une grande maison au bord de la Tamise, Down Place, qu'elle transforme en studio et qu'elle nomme Bray Studios. La plupart des films y furent tournés jusqu'en 1966. Ce studio leur apporte un cachet singulier qui est l'une des caractéristiques des films de la Hammer. En 1952, elle produit ses premiers films de science-fiction : Four Sided Triangle et Spaceways.

### L'âge d'or de la Hammer (1955-1970)

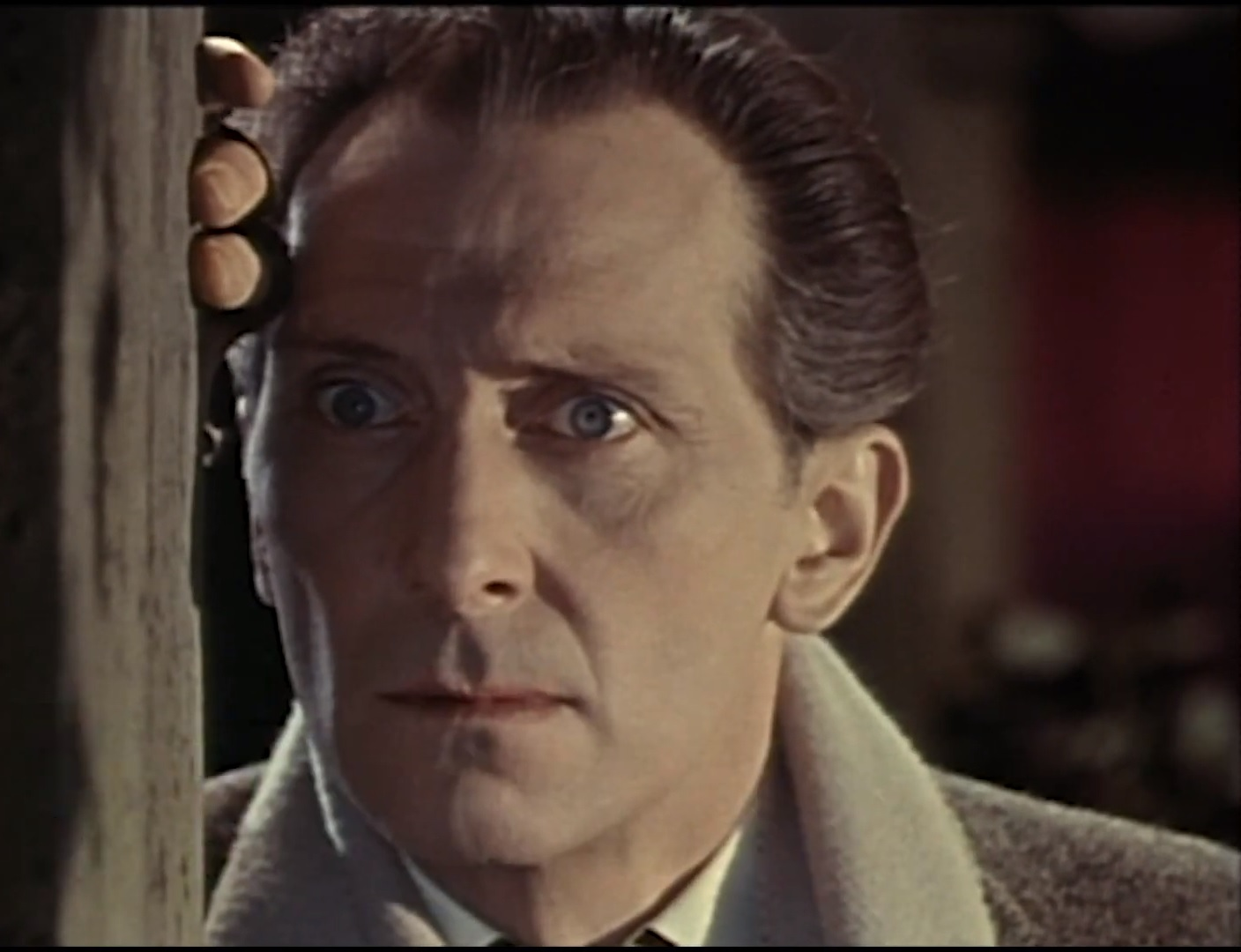
Peter Cushing dans Les Maîtresses de Dracula (1960)

Du milieu des années 1950 à la fin des années 1960, la Hammer rayonne sur le cinéma populaire européen et mondial grâce à la production de nombreux films de genre (horreur, fantastique, aventures…) qui façonnent l'image de la compagnie et l'histoire du cinéma britannique. Cette production s'appuie sur des réalisateurs de qualité comme Terence Fisher et des acteurs qui incarnent les figures mythiques du cinéma de genre : Peter Cushing et Christopher Lee.
Le premier film d'une longue série, Le Monstre (The Quatermass Xperiment), réalisé en 1955 par Val Guest, marque le début de la période faste de la Hammer. Adapté d'une série de la BBC, le film  introduit dans le cinéma britannique le personnage du professeur Bernard Quatermass. À la fois film de science-fiction et film d'horreur, Le Monstre remporte un brillant succès et décide la Hammer à produire une suite et à exploiter la veine du film d'horreur.
Alors que la production d'une nouvelle aventure du professeur Quatermass est lancée — La Marque (Quatermass 2) —, la Hammer recherche un nouveau partenaire pour diffuser ses films sur le marché américain. Des discussions sont lancées avec Associated Artists Productions. Au cours de ses discussions, AAP suggère à la Hammer de produire une nouvelle adaptation de Frankenstein. Comme le roman original est dans le domaine public, la Hammer s'empare du projet et après plusieurs versions du scénario, décide de produire le film en couleurs et, pour se démarquer de la version d'Universal, d'exploiter au mieux les scènes d'horreur. Frankenstein s'est échappé (The Curse of Frankenstein) est réalisé par Terence Fisher et réunit les deux acteurs phares du studio, Peter Cushing et Christopher Lee. Le film est caractéristique du style des films d'horreur de la Hammer et crée le genre. Celui-ci s'appuie sur le cachet victorien des Bray Studios, style accentué par le jeu très british des acteurs. Mais c'est surtout la profusion des détails horribles (dissections, sang montré et non plus suggéré d'autant plus que le film en couleurs sublime le rouge du sang…) qui fait l'originalité du film, bouleverse les codes de la censure et assure au film un succès fracassant au Royaume-Uni et en Amérique. La recette des Horror Movies de la Hammer est désormais trouvée et permet au studio londonien de sortir une longue série de succès revisitant les classiques des films d'horreur d'Universal (Dracula, la momie, le loup-garou, Dr. Jekyll et Mr. Hyde...) et exploitant chaque succès avec de nombreuses suites.

### La crise des années 1970
Alors que s'achève la décennie 1960, un irrémédiable déclin qualitatif et populaire des studios Hammer Films semble s'amorcer.
À une époque où émerge, en effet, un courant à succès de films fantastiques nettement plus ancrés dans le réel contemporain, avec des titres aussi évocateurs que Rosemary's Baby (1968), La Nuit des morts-vivants (1968) ou L'Exorciste (1973), la compagnie anglaise continue d'exploiter, sans vraiment les renouveler, les thèmes gothiques qui firent sa gloire dix ans plus tôt. Attachée en effet à des recettes auxquelles elle ajoute toutefois une nouvelle pincée d'érotisme, la compagnie britannique se sait en perte de vitesse, et choisit donc de se plier aux exigences de distributeurs américains qui voient encore un potentiel commercial dans l'incarnation par Christopher Lee du personnage de Dracula. L'acteur, dont la carrière prend, au même moment, un certain essor international, se désolidarise de cette série de films qu'il juge, à juste raison, indigne de lui, et surtout du roman qui l'inspira. Cédant pourtant plusieurs fois aux suppliques de producteurs désespérés, il poursuivra, à contrecœur, jusqu'en 1973, sa collaboration à cette saga fantastique dont les variations, chaque fois plus improbables, achèveront de décourager le comédien et son public.
Parallèlement à ce déclin sur un registre purement fantastique, la Hammer n'en connaît pas moins un éphémère succès avec l'adaptation pour le grand écran de sitcoms télévisées  telles que Man about the House, et surtout On the Buses, dont la grande popularité peinera néanmoins à dépasser les côtes des îles Britanniques.
Devant les difficultés accrues à boucler ses budgets financiers, la Hammer se tourne alors vers la coproduction internationale: la compagnie chinoise Shaw Brothers, avec laquelle elle produira deux films en 1974 (Les 7 vampires d'or et Un dénommé Mister Shatter), et enfin les studios allemands Terra Filmkunst, pour une ultime mais honorable incursion dans le fantastique avec Une fille... pour le diable en 1976.
Durant cette période, divers projets sont envisagés mais échouent pour diverses raisons : un film historique sur Vlad l'Empaleur qui devait être tourné par Ken Russell, avec Richard Burton ou Richard Harris dans le rôle principal - manque de financements ; une suite des 7 Vampires d'or baptisée Kali, the Devil Bride of Dracula, écrite par Anthony Hinds et mettant en scène Dracula et la déesse Kâlî, dont le tournage en Inde devait permettre d'utiliser des fonds de la Warner bloqués dans le pays en raison de sa politique fiscale - cette dernière ayant évolué, la Warner perdit tout intérêt pour le projet qui fut donc abandonné ; Nessie, un film sur la créature du Loch Ness qui devait être une coproduction avec la Toho et la Columbia - abandonné à la suite du retrait de cette dernière ; une adaptation de Vampirella avec Barbara Leigh et Peter Cushing , en partenariat avec l'AIP de Sam Arkoff - ce dernier se retira par désaccord avec le choix du casting. 
Rassemblant ses dernières ressources, la compagnie mettra enfin sur pied son tout dernier film pour le cinéma en 1979: il s'agit d'un remake du classique d'Alfred Hitchcock, Une femme disparaît dont ni la fraîcheur de ton, ni la distribution internationale ne rencontreront le succès.

### Le sursis des années 1980
Alors que sa production cinématographique n'a pas survécu aux années 1970, la Hammer Films tente une dernière percée par le biais de la télévision, grâce à deux séries d'anthologies fantastiques consécutives, La Maison de tous les cauchemars (Hammer House of Horror) en 1980 et Histoires singulières (Hammer House of Mystery and Suspense) en 1984. Ces ultimes efforts, qui ne retrouveront malheureusement jamais le brio d'antan, ne connaîtront, au mieux, qu'un modeste succès d'estime. La production de fictions prend alors définitivement fin et ne subsistera par la suite qu'une poignée de documentaires à base d'extraits de films commentés par Oliver Reed et rassemblés, à partir de 1990, sous le titre générique de The World of Hammer.

### 1994: coup de grâce ou mise en sommeil?
Un coup d'éclat inespéré marque l'histoire de cette compagnie cinématographique avec la réunion de ses deux vedettes fétiches Christopher Lee et Peter Cushing pour la narration d'un ambitieux documentaire enrichi de nombreux témoignages et archives, Flesh and Blood: The Hammer Heritage of Horror (1994).
Il s'agira malheureusement d'un dernier sursaut pour attirer l'attention du public, et peut-être des financiers, marquant bel et bien le point final, jusqu'au milieu des années 2000, de toute production audiovisuelle issue des studios Hammer Films.
Même si des bureaux continueront à gérer les affaires administratives de la compagnie, jamais aucun projet ne sera concrètement envisagé durant le reste de la décennie, malgré la volonté périodique et nostalgique de cinéastes reconnus comme Joe Dante, Robert Zemeckis ou John Landis d'accorder une nouvelle jeunesse à la société qui berça leur adolescence (peu avant l'an 2000, un hypothétique remake par Joe Dante des Vierges de Satan (1968) fut même officiellement annoncé par Christopher Lee en personne, mais n'aboutit jamais).

### Milieu des années 2000: une nouvelle résurrection?
Un nouvel espoir de voir la Hammer Films sortir de son hibernation paraît pourtant se dessiner au tournant des années 2000, lorsque de fréquentes annonces de projets se font enfin entendre.
Mais c'est seulement en 2007 que le pas véritable semble franchi, lorsque le producteur néerlandais John de Mol se porte acquéreur de la compagnie anglaise. Non content de détenir les droits d'exploitation de tout son catalogue, il s'annonce disposé à remettre en marche la production pour le marché de la vidéo et du cinéma.
De cette volonté aboutit une première œuvre fantastique, Beyond the Rave (2008), une histoire de vampires contemporaine réalisée par Matthias Hoene, dont une mise en ligne gratuite se fit sur le site MySpace le 17 avril 2008, sous forme de mini-série de vingt courts épisodes n'excédant guère les 5 minutes.
En 2012 sort le film d'horreur La Dame en Noir, produit par la Hammer. Ce film, bien aidé par sa tête d'affiche Daniel Radcliffe - très connu depuis son interprétation de Harry Potter - connaît un grand succès. Une suite est sortie en janvier 2015 : La Dame en noir 2. La Hammer produit également le film d'horreur paranormal basé sur un fait réel : Les Âmes silencieuses, sorti en 2014.

## Influences
- La société de production influencera Kate Bush dans l'écriture de sa chanson Hammer Horror, tirée de son album Lionheart, sorti en 1978[3].

Elle sera également une grande influence pour certains grand réalisateurs comme John Carpenter ou Tim Burton qui verront ces films durant leur jeunesse.

## Sites internet
- site officiel HAMMER en anglais

### Personnages récurrents du studio
- Comte Dracula
- Victor Frankenstein
- Abraham Van Helsing
- Comtesse Mircalla Karnstein
- Bernard Quatermass
- Kharis, la momie